# Michaël IV Paphlagon
Michaël IV de Paphlagoniër (Grieks: Μιχαήλ Δ΄ Παφλαγών, Mikhaēl IV Paphlagōn) (1010 - 10 december 1041) was van 1034 tot zijn dood keizer van het Byzantijnse Rijk.
Hij was een minnaar van keizerin Zoë. Toen haar echtgenoot, keizer Romanos Argyros door vergiftiging in bad overleed trouwde zij Michaël IV. Hierdoor kwam hem de Byzantijnse troon toe. Na een hartstochtelijke aanvang verloor Michaël later alle belangstelling voor Zoë. Historici wijten dit aan zijn slepende ziekten, waaronder epilepsie. De Byzantijnse historicus Michaël Psellus meent dat Michaël samen met Zoë keizer Romanos vermoordde om met elkaar te kunnen trouwen. Michaël was een zeer religieus man. Hij werd bijvoorbeeld luttele uren voor zijn dood tot monnik gewijd. Later zou hij gewetenswroeging gekregen hebben over de moord op keizer Romanos. Dit kan een andere reden zijn waarom hij zich afkeerde van Zoë. 
Michaël bleek een kundig heerser en een goed militair. Hij liet veel van het bestuurswerk over aan Johannes Orphanotrophos, een eunuch die een zeer kundig bestuurder was maar het opleggen van belastingen te ver dreef. Het gevolg was een opstand onder de Slaven in de Balkan, die echter onderdrukt werd.
Een ander probleem was Zeta (het oude Duklja), waar Vojislav zich onafhankelijk verklaarde. De poging deze opstand te onderdrukken mislukte, zodat er nu voor het eerst sinds Basileios II weer een onafhankelijk Slavisch vorstendom was. Toen Michaël aan het einde van zijn leven ziek werd overtuigde hij Zoë ervan zijn neefje Michaël te adopteren. Deze Michaël volgde hem na zijn dood op als Michaël V Kalaphates.